# Генеральна округа Литва
Генера́льна окру́га Литв́а (нім. Generalbezirk Litauen, лит. Lietuvos generalinė sritis) — адміністративно-територіальна одиниця у складі райхскомісаріату Остланд із центром у Каунасі. Утворена 25 липня 1941 р. на окупованій нацистською Німеччиною території Литовської Республіки, яку незадовго перед тим у 1940 році окупували радянські війська та включили до складу СРСР як Литовську РСР. Існувала до захоплення радянськими військами Литви в липні 1944 р.

## Історія
Округу було утворено 25 липня 1941 року о 12:00 у складі райхскомісаріату Остланд. Нею управляв Генеральний комісар з місцеперебуванням у Ковно (нині Каунас).
За переписом 3 травня 1942 року в окрузі проживало 2 844 000 осіб, з них — близько 46 000 євреїв. У вересні 1943 року округа з площею 67056 км² складалася з 25 районів з 290 волостей та 2-х міських адміністративних одиниць Вільнюс і Каунас.
Адміністрація округи піддавала литовське населення економічному визиску, германізації, розміщувала німецьких колоністів, використовувала ресурси краю на потреби німецько-радянської війни, проводила політику Голокосту, часто санкціонувала каральні заходи — примусові роботи, позбавлення волі, вбивства.
Генеральна округа Литва перестала існувати з відступом німецької армії з території округи в липні 1944 р.

## Адміністративно-територіальний поділ
Спочатку Генеральна округа охоплювала 4 округи: Каунаську міську, Каунаську (сільську), Шяуляйську та Паневежиську. 1 серпня 1941 року о 12 годині дня відбулося розширення Генеральної округи Литва за рахунок району навколо Вільнюса, обмежуючись на сході і південному сході колишнім литовським кордоном. Одночасно було сформовано дві нові округи: Вільнюська міська і Вільнюська (сільська). Станом на 1 червня 1944 р. Генеральна округа Литва складалася з таких одиниць:
- Вільнюська міська округа (Kreisgebiet Wilna-Stadt)
- Вільнюська округа (Kreisgebiet Wilna-Land)
- Каунаська міська округа (Kreisgebiet Kauen-Stadt)
- Каунаська округа (Kreisgebiet Kauen-Land)
- Шяуляйська округа (Kreisgebiet Schaulen-Land)
- Паневежиська округа (Kreisgebiet Ponewesch-Land)